# Churchill (film)
Pour les articles homonymes, voir Churchill.
Pour plus de détails, voir Fiche technique et Distribution.
Churchill est un film biographique britannique réalisé par Jonathan Teplitzky (en), sorti en 2017.

## Synopsis
Juin 1944. 48 heures avant le débarquement de Normandie, Winston Churchill s'oppose à l'opération Overlord soutenue par le général américain Dwight Eisenhower.
En effet, Churchill est brusquement pris d'un doute sérieux sur le succès de cette opération en se remémorant l'échec cuisant subi à Gallipoli en 1915, qui consistait également en un débarquement surprise d'un corps expéditionnaire sur la presqu'île éponyme, au cours de laquelle des dizaines de milliers de jeunes soldats australiens et britanniques avaient été tués.
Churchill affronte alors l'état-major de l'armée britannique, Montgomery en tête, et le commandant suprême allié, Eisenhower, qui écarte très fermement ses objections. Churchill se rend alors compte qu'il ne contrôle plus l'effort de guerre comme en 1940, qu'il ne peut plus imposer ses vues aux chefs qu'il a nommés et qu'Eisenhower lui-même écarte toutes ses tentatives de reprise en main très fermement, même s'il y met les formes : le pouvoir du monde est désormais entre les mains des États-Unis et la Grande-Bretagne doit s'y plier aussi.
Dépité, Churchill décide alors de débarquer à la tête de ses troupes à Utah Beach ; il faut alors l'intervention très ferme de George VI pour l'en dissuader.

## Fiche technique
Sauf indication contraire, les informations mentionnées dans cette section peuvent être confirmées par la base de données cinématographiques IMDb,  présente dans la section « Liens externes ».
- Titre original et français : Churchill
- Titre de travail : Warlord
- Réalisation : Jonathan Teplitzky (en)
- Scénario : Alex von Tunzelmann
- Direction artistique : Beata Brendtnerovà, Mick Lanaro, Laure Lepelley, Stanislas Reydellet
- Photographie : David Higgs
- Montage : Chris Gill
- Production : Nick Taussig, Paul Van Carter, Piers Tempest, Claudia Bluemhuber
- Sociétés de production : Salon Pictures, en association avec Tempo Productions Limited, Head Gear Films et Metrol Technology
- Sociétés de distribution : Cohen Media Groupe (Royaume-Uni), Orange Studio / UGC Distribution (France)
- Pays d'origine :  Royaume-Uni
- Langue : anglais
- Format : Couleur
- Genre : drame biographique de guerre[1]
- Durée : 105 minutes
- Dates de sortie :
  -  France : 31 mai 2017
  -  Royaume-Uni : 16 juin 2017

## Distribution
- Brian Cox (VF : Jacques Frantz) : Winston Churchill
- Miranda Richardson (VF : Sylvia Bergé) : Clementine Churchill
- Ella Purnell (VF : Margaux Chatelier) : Helen Garrett , la secrétaire de Churchill
- John Slattery (VF : Philippe Vincent) : Dwight Eisenhower
- Julian Wadham (VF : Christian Gonon) : Bernard Montgomery
- Danny Webb (VF : Hubert Drac) : Alan Brooke
- James Purefoy (VF : Arnaud Bedouët) : le roi George VI
- Richard Durden (VF : Didier Flamand) : Jan Smuts
- Jonathan Aris : Trafford Leigh-Mallory
- George Anton (VF : Bruno Forget) : l'amiral Bertram Ramsay
- Steven Cree : le capitaine James Stagg
- Angela Costello : Kay Summersby
- Peter Ormond : Briggs

## Production

### Attribution des rôles
Stanley Tucci devait jouer le rôle du général Dwight Eisenhower, finalement remplacé par John Slattery.

### Tournage
Le tournage a eu lieu en Écosse, notamment à Glasgow, Livingston et Édimbourg.

## Bande originale
Par Lorne Balfe :
- Unexpected.
- The Future.

## Accueil

### Accueil critique
Sur l'agrégateur américain Rotten Tomatoes, le film récolte 49 % d'opinions favorables pour 115 critiques. Sur Metacritic, il obtient une note moyenne de 44⁄100 pour 25 critiques.
En France, le site Allociné propose une note moyenne de 2,6⁄5 à partir de l'interprétation de critiques provenant de 13 titres de presse.